# Archgoat
Az Archgoat finn black/death metal együttes. 1989-ben alakultak Turkuban. 1993-ban feloszlottak, majd 2004-ben újból összeálltak.

## Diszkográfia
- Whore of Bethlehem (2006)
- The Light-Devouring Darkness (2009)
- The Apocalyptic Triumphator (2015)
- The Luciferian Crown (2018)

## Egyéb kiadványok
EP-k
- Angelcunt (Tales of Desecration) (1993)
- Angelslaying Black Fucking Metal (2004)
- Heavenly Vulva (Christ's Last Rites) (2011)
- Eternal Damnation Of Christ (2017)

Demók, promo CD-k
- Jesus Spawn (1991)
- Penis Perversor (1993)

Koncert albumok
- Archgoat and Black Witchery (2008)
- Black Mass XXX (2020)

Split lemezek
- Messe Des Morts / Angel Cunt (1999) (a Beherittel)
- Lux Satanae (Thirteen Hymns Of Finnish Devil Worship) (a Satanic Warmasterrel, 2015)